# ريو جريفيتس
ريو جريفيتس (بالإنجليزية: Reo Griffiths) (27 يونيو 2000 بلندن في المملكة المتحدة - ) هو لاعب كرة قدم بريطاني في مركز الهجوم. لعب مع أولمبيك ليون.

## وصلات خارجية
- ريو جريفيتس على موقع قاعدة بيانات كرة القدم.إي يو (الإنجليزية)
- ريو جريفيتس على موقع ليكيب (الفرنسية)
- ريو جريفيتس على موقع Soccerway.com (الإنجليزية)
- ريو جريفيتس على موقع عالم كرة القدم.نت (الإنجليزية)